# Edizioni Il Polifilo
Edizioni Il Polifilo è una casa editrice italiana fondata nel 1959 dallo scrittore Alberto Vigevani (1918-1999).

## Le origini
Vigevani, dopo aver preso parte alla fondazione di "Corrente" insieme con Sereni, De Grada, Treccani e altri, nel 1941 apre la libreria antiquaria Il Polifilo, alla quale chiamerà a collaborare il fratello Enrico, che oggi la dirige.
Dal 1968 nella direzione della casa editrice gli è stato a fianco il figlio Paolo, che dal 1999 ne ha preso la guida e continua a pubblicare libri che si distinguono per l'elevatissima qualità dei contenuti e della tipografia.

## Caratteristiche
Fu scelto il nome del Polifilo, lo stesso della libreria antiquaria, che deriva dal libro Hypnerotomachia Poliphili (Polifilo appunto) edito nel 1499 da Aldo Manuzio.
Il Polifilo si è avvalso, come curatori delle collane di studiosi come Dionisotti, Della Chà, Benevolo, Zaninelli, De Seta, De Robertis, Portoghesi, Casamassima, Magagnato; le prefazioni sono dì Praz, di Piovene, di Montale, solo per citare alcuni dei collaboratori. Le Edizioni Il Polifilo hanno ottenuto due Premi per la cultura della Presidenza del Consiglio dei ministri e nel 1989, in occasione dei trent'anni dalla fondazione, la Biblioteca Trivulziana ha organizzato un'esposizione di tutta la produzione della casa editrice.

## Premi e riconoscimenti
- 1959 Fondazione
- 1968 Diploma d'onore e medaglia di bronzo del Centro Studi G.B.Bodoni di Parma
- 1981 Premio per la cultura della Presidenza del Consiglio
- 1982 Premio per la cultura della Presidenza del Consiglio
- 1989 Mostra per i trent'anni dalla fondazione alla Biblioteca Trivulziana di Milano